# Міхальова Людмила Ігорівна
Людмила Ігорівна Міхальова (рос. Людмила Игоревна Михалёва; нар. 7 квітня 1971) — російська журналістка і сценаристка, в минулому кореспондент ТВЦ, член Спілки журналістів Росії.

## Біографія
Народилася в м. Шяуляй (Литовська РСР). Закінчила філологічний факультет Воронезького державного університету. Працювала у Волгограді в новинах «Волгоград-ТРВ». Пізніше працювала в Москві кореспондентом. З 2004 по 2013 рік працювала на каналі ТВЦ. Також працювала сценаристом на каналах Домашній, Довіра і ТВ3.
З жовтня 2015 року по 2020 рік була генеральним директором і головним редактором Пушкінського телебачення.
З 2021 року викладає на факультеті в НАНО ВО «Інститут світових цивілізацій».

### Нагороди
- 2009 — Перша премія Уряду Москви і Спілки журналістів Москви за найкращий сюжет, присвячений року молоді[1].
- 2011 — лауреат Першого міжнародного журналістського конкурсу « Найкращий у професії»[2][3].